# 12. Infanterie-Division (Wehrmacht)
Die 12. Infanterie-Division war ein Großverband der Wehrmacht im Deutschen Reich. Im Juli 1944 wurde die Division bei Grodno vernichtet. Im August 1944 wurde die Division als 12. Volksgrenadier-Division neu aufgestellt.

## Geschichte

### Aufstellung
Der Divisionsstab wurde unter der Tarnbezeichnung Infanterieführer II am 1. Oktober 1934 in Schwerin (Wehrkreis II mit Sitz in Stettin) gebildet und am 15. Oktober 1935 in 12. Infanterie-Division umbenannt.

### Polenfeldzug
Beim Überfall auf Polen kämpfte die Division im Verband des „Armeekorps Wodrig“ (3. Armee) im ostpreußischen Grenzraum, am Nordlauf der Narew und östlich des Warschaukessels.

### Westfeldzug
Im Mai und Juni 1940 nahm die Division unter dem Oberbefehl der 4. Armee am Westfeldzug teil. Sie war in Luxemburg, an der Somme, bei Maubeuge, Nantes und in der Vendée eingesetzt.

### Ostfront 1941–1944
Beim Angriff auf die Sowjetunion machte die Division die Vormarschgefechte mit dem II. Armeekorps im Nordabschnitt der Ostfront bei Kowno, Oswaja und Narwa mit.

### Kessel von Demjansk
Zwischen dem 7. und 21. Januar 1942 gelang es den sowjetischen Streitkräften südlich Staraja Russa und zwischen Velje See und Seliger See die deutschen Linien zu durchbrechen und den sogenannten Kessel von Demjansk zu bilden.
Die Division stand zu diesem Zeitpunkt nordöstlich von Demjansk und hielt die Front nach Osten, als sie mit sechs weiteren Divisionen und weiteren Verbänden durch die sowjetische Offensive eingekesselt wurde. Der Hauptteil der Division mit dem Infanterie-Regiment 48, zwischen der „SS Gruppe Simon“ und der 32. Infanterie-Division eingesetzt, kämpfte im Raum zwischen dem Ilmensee und dem Welje-See im nordöstlichen Gebiet des Kessels. Das Infanterie-Regiment 89 wurde als Reserve südostwärts von Demjansk bereitgehalten. Die Aufklärungs-Abteilung 12 war bei der 123. Infanterie-Division im Süden eingesetzt. Teile der Division wurden an die „SS Gruppe Eicke“ im Westen des Kessels abgegeben. Das Infanterie-Regiment 27, verstärkt durch Bataillone der 225. Infanterie-Division und eingesetzt an der Verbindung zwischen der 123. Infanterie-Division und der 32. Infanterie-Division, kämpfte ebenfalls im Südbereich.

### 1943
Nach der Räumung des Kessels Anfang 1943 folgten Einsätze bei Newel, Witebsk, beim Kessel von Tscherkassy sowie Abwehrversuche vor Mogilew und dem Pronja-Brückenkopf.

### 1944

#### Vernichtung
Bei der großen sowjetischen Sommeroffensive im Juni 1944 erhielt die Division den Führerbefehl, die Stadt Mogilew um jeden Preis zu halten, musste sich jedoch angesichts zweier angreifender sowjetischer Armeen und der südlich auf Minsk durchbrechenden Panzerverbände nach Nordwesten absetzen.

#### Neuaufstellung
Nur Reste der Division erreichten die deutschen Linien bei Ostpreußen. Wegen des Rückzugs wurde ein Überprüfungsverfahren gegen sämtliche höhere Offiziere der Division eingeleitet, aber auf Initiative des zuständigen Korpskommandeurs abgebrochen. Nach weiteren Kämpfen wurden die verbliebene Divisionskampfgruppe aus der Front genommen.
Für die Neuaufstellung ab dem 3. August 1944 wurde der Verband auf den polnischen Truppenübungsplatz Gruppe als neu aufgestellte 12. Grenadier-Division der 30. Aufstellungswelle verlegt. Da sich verhältnismäßig viele Truppen von der ehemaligen Infanterie-Division für die Neuaufstellung zusammenführen ließen, wurde auf die Verwendung einer Schatten-Division als Rahmen verzichtet. Am 26. August wird die ehemalige I. Abteilung / Artillerie-Regiment 48 zur neuen IV. Abteilung / Artillerie-Regiment 12.

## 12. Volksgrenadier-Division
Am 9. Oktober 1944 wurde in der Gliederung einer Division neuer Art, die zwischenzeitlich als 12. Grenadier-Division bezeichnete Einheit in 12. Volks-Grenadier-Division umbenannt.

### Aufstellung
Die Aufstellung im Raum Danzig unter dem Befehl von Oberst Gerhard Engel war schnell abgeschlossen. Der Verband erhielt folgende Gliederung:
- Füsilier-Regiment 27
- Grenadier-Regiment 48
- Grenadier-Regiment 89
- Division-Füsilier-Bataillon 12
- Artillerie-Regiment 12
- Divisionstruppen Nr. 12

### Verlegung an die Westfront
Im September 1944 wurde der Verband als Reserve der 7. Armee der Heeresgruppe B unterstellt und dann übereilt an die deutsche Westgrenze in den Raum Aachen transportiert.

### Aachen
Im Oktober stand die Division als Teil des LXXXI. (81.) Armee-Korps der 7. Armee im Raum südlich von Aachen.
Sie war dafür vorgesehen, das „Loch südlich von Aachen“ zu schließen, wo das VIIth Korps der amerikanischen 1st Army Mitte September 1944 durch die beiden Westwall-Linien bei Aachen und Stolberg einen Frontdurchbruch von circa 15 Kilometer Tiefe erzielt hatte. Im Eiltransport herangeführt, trafen ab dem 17. September Truppenteile im neuen Einsatzraum ein und wurden sofort gegen die überlegenen gegnerischen Kräfte eingesetzt, um sie aus der Westwall-Linie bei Stolberg und Mausbach hinauszudrücken. Letztlich hielten das Füsilier-Regiment 27 und die Grenadier-Regimenter 48 und 89 bei starken eigenen Verlusten eine neue Linie im Stolberg-Korridor zwischen Schevenhütte und Aachen-Eilendorf. Damit war der Durchbruch des VIIth Corps zur nach Köln führenden Straße und Bahnlinie verhindert worden. Am 9. Oktober erhielt die Division personellen Ersatz, indem sie mit der Reserve-Grenadier-Bataillon 473 und dem Luftwaffen-Festungs-Bataillon VIII „aufgefrischt“ wurde.[1]
Mehrere eilig befohlene und schlecht vorbereitete Angriffe des Grenadier-Regiments 48, um Mausbach und Schevenhütte zurückzuerobern, scheiterten und verursachten schwere Verluste beim Verband. Ende November waren sogar Rückwärtige Dienste der Division und das Artillerie-Regiment im Raum Langerwehe in Merode und Schlich eingesetzt, da der Mannschaftsbestand so gering war, dass gemeinsam mit den Überresten der 47. Volks-Grenadier-Division eine Kampfgruppe gebildet wurde.

### Schlacht im Hürtgenwald
In den folgenden Wochen stand der Verband als Teil der deutschen Streitkräfte in der für alle Beteiligten sehr verlustreichen Schlacht im Hürtgenwald. Zwischen dem 29. September und dem 29. November kämpfte der Verband in den nördlichen Ausläufern des als Hürtgenwald bezeichneten Gebietes. Die Division konnte jedoch den langsamen, raumgewinnenden Vorstoß der US-amerikanischen Kräfte im Norden des Hürtgenwaldes nur verzögern.
Die Überreste der Division, nun mit dem LXXXI. (81.) Armee-Korps Teil der 5. Panzer-Armee, wurden Anfang Dezember aus der Front gezogen und im Raum Jülich und Düren unmittelbar hinter der Front wieder personell aufgefüllt. Der schwache Verband verlegte Mitte Dezember ca. 50 km nach Süden in den Raum Hallschlag, um an der letzten Angriffsoperation deutscher Truppen im Westen teilzunehmen.

### Ardennenoffensive
Am 16. Dezember 1944 trat die Division im Verband des LXXXI. (81.) Armee-Korps im mittleren Angriffsabschnitt bei der 5. Panzer-Armee zur Ardennenoffensive an. Schon in der Anfangsphase des Angriffs gelang es der Division nicht, ihre gesetzten Ziele zu erreichen, und der nach Nordwesten vorgetragene Angriff in Richtung Büllingen und Bütgenbach blieb bis zum 25. Dezember erfolglos. Den erfolgreicheren Vorstoß anderer deutscher Kräfte ausnutzend und nun der 6. Panzer-Armee zugeteilt wurde die Division in den folgenden Tagen in den Raum Hierlot, südwestlich von Trois-Ponts, vorgezogen. Die Verluste der Division in den ersten zwei Januar Wochen des Jahres 1945 waren dramatisch und mit einer verbliebenen Mannstärke von nur noch etwa drei Kompanien verlegte die Division Mitte Januar in den Raum Münstereifel.
Nach dem Abbruch der Offensive und einer kurzen „Auffrischung“ wurde der Verband ab Februar wieder im Raum nördlich des Hürtgenwaldes, in und um Düren, eingesetzt. Hierbei war er dem LVIII. (58.) Armee-Korps der 15. Armee unterstellt. Ende Februar musste die Division Düren aufgeben, da amerikanische Kräfte zwei Tage zuvor einen Brückenkopf auf dem Ostufer der Rur gewonnen hatten. Als Kampfgruppe mit der Stärke von ca. 5 Kompanien wurde der Verband in einer Sicherungslinie entlang des Fluss Erft eingesetzt. Anfang März ging die Division in Köln über den Rhein und sicherte das östliche Rheinufer von Leverkusen bis nach Köln-Porz.
Nachdem amerikanische Truppen bei Remagen durchgebrochen waren, wurde die gesamte Heeresgruppe B mit mehreren Divisionen endgültig im Dreieck Dortmund – Düsseldorf – Köln überflügelt und im Ruhrkessel eingeschlossen. In diesem Zug wurden die geringen noch vorhandenen Kräfte der Division Ende März in den Raum Wissen geschickt, um einen Vorstoß der amerikanischen Kräfte in Richtung Siegen zu verhindern. Doch die Kräfte der Division erreichten diesen Raum nicht mehr, da die amerikanischen Kräfte bereits auf Siegen vorrückten, wo es vom 30. März bis zum 2. April zu Kämpfen kam.
In den folgenden Tagen zog sich die Divisionskampfgruppe immer weiter Richtung Norden erst nach Wenden, dann nach Olpe ausweichend zurück. Als Olpe um den 10./11. April von den amerikanischen Streitkräften besetzt wurde, existierte die Division praktisch nicht mehr.

### Kapitulation
Formal kapitulierte die Division am 18. April 1945 in Wuppertal.

## Unterstellung
| Datum          | Korps        | Armee          | Heeresgruppe         | Einsatzraum           |
| -------------- | ------------ | -------------- | -------------------- | --------------------- |
| September 1939 | Gkdo. z.b.V. | 3. Armee       | Nord                 | Ostpreußen, Polen     |
| Dezember 1939  | Reserve      |                | B                    | Siegburg              |
| Mai 1940       |              | Reserve        | A                    | Luxemburg, Maubeuge   |
| Juni 1940      | II           | 4. Armee       | B                    | Somme, Nantes, Vendee |
| August 1940    | II           | 6. Armee       | B                    | West-Frankreich       |
| September 1940 | V            | 16. Armee      | A                    | Frankreich            |
| Mai 1941       | XXIII        | 15. Armee      | A                    | Frankreich            |
| Juni 1941      | II           | 16. Armee      | Nord                 | Ostpreußen, Demjansk  |
| Januar 1942    | II           | 16. Armee      | Nord                 | Demjansk              |
| Januar 1943    | II           | 16. Armee      | Nord                 | Demjansk, Newel       |
| Januar 1944    | IX           | 3. Panzerarmee | Mitte                | Witebsk               |
| März 1944      | XXXIX        | 4. Armee       | Mitte                | Mogilew, Grodno       |
| August 1944    |              |                |                      | Danzig                |
| September 1944 | LXXXI        | 7. Armee       | B                    | Aachen, Hürtgenwald   |
| November 1944  | LXXXI        | 5. Panzerarmee | B                    | Aachen, Ardennen      |
| Dezember 1944  | I SS         | 6. Panzerarmee | B                    | Ardennen              |
| Januar 1945    | Reserve      | 6. Panzerarmee | B                    | Ardennen              |
| Februar 1945   | LVIII        | 15. Armee      | B                    | Eifel                 |
| April 1945     | LVIII        | 5. Panzerarmee | Ruhrkessel/Wuppertal |                       |

## Gliederung
| 1939                                                                       | 1942                                                                   | 1943–1944                                                              |
| -------------------------------------------------------------------------- | ---------------------------------------------------------------------- | ---------------------------------------------------------------------- |
| - Infanterie-Regiment 27 - Infanterie-Regiment 48 - Infanterie-Regiment 89 | - Füsilier-Regiment 27 - Grenadier-Regiment 48 - Grenadier-Regiment 89 | - Füsilier-Regiment 27 - Grenadier-Regiment 48 - Grenadier-Regiment 89 |
| - Artillerie-Regiment 12 - I./Artillerie-Regiment 48                       | - Artillerie-Regiment 12 - I./Artillerie-Regiment 48                   | - Artillerie-Regiment 12 - I./Artillerie-Regiment 48                   |
| - Beobachtungs-Abteilung 12 (1)                                            |                                                                        |                                                                        |
| - Aufklärungs-Abteilung 12                                                 | - Radfahr-Abteilung 12                                                 | - Divisions-Füsilier-Bataillon 12                                      |
| - Pionier-Bataillon 12                                                     | - Pionier-Bataillon 12                                                 | - Pionier-Bataillon 12                                                 |
| - Panzerabwehr-Abteilung 12                                                | - Panzerjäger-Abteilung 12                                             | - Panzerjäger-Abteilung 12                                             |
| - Nachrichten-Abteilung 12                                                 | - Nachrichten-Abteilung 12                                             | - Nachrichten-Abteilung 12                                             |
| - Feldersatz-Bataillon 12                                                  | - Feldersatz-Bataillon 12                                              | - Feldersatz-Bataillon 12                                              |
| - Versorgungseinheiten 12                                                  | - Versorgungseinheiten 12                                              | - Versorgungseinheiten 12                                              |

Die Division wurde nach ihrer Zerschlagung im Sommer 1944 als Volksgrenadier-Division neu aufgestellt.

## Kommandeure
| Dienstgrad                   | Name                            | Datum                                     |
| ---------------------------- | ------------------------------- | ----------------------------------------- |
| General der Artillerie       | Wilhelm Ulex                    | 1. August 1935 bis 6. Oktober 1936        |
| Generalleutnant              | Albrecht Schubert               | 6. Oktober 1936 bis 1. April 1938         |
| Generalleutnant              | Ludwig von der Leyen            | 1. April 1938 bis 10. März 1940           |
| Generalleutnant              | Walther von Seydlitz-Kurzbach   | 10. März 1940 bis 1. Januar 1942          |
| Oberst                       | Karl Hernekamp                  | 1. Januar bis 1. März 1942                |
| Generalmajor                 | Kurt-Jürgen Freiherr von Lützow | 1. März bis 31. Mai 1942                  |
| Oberst                       | Gerhard Müller                  | 1. Juni bis 11. Juli 1942 (in Vertretung) |
| Oberst                       | Wilhelm Lorenz                  | 11. bis 19. Juli 1942 (in Vertretung)     |
| Generalmajor/Generalleutnant | Kurt-Jürgen Freiherr von Lützow | 20. Juli 1942 bis 25. Mai 1944            |
| Generalleutnant              | Curt Jahn                       | 25. Mai bis 1. Juni 1944                  |
| Generalleutnant              | Rudolf Bamler                   | 1. bis 28. Juni 1944                      |
| Generalmajor                 | Gerhard Engel                   | 28. Juni bis 1. November 1944             |
| Generalmajor                 | Günther Rohr                    | 1. bis 15. November 1944 (in Vertretung)  |
| Generalmajor                 | Gerhard Engel                   | 15. November 1944 bis 1. Januar 1945      |
| Oberst                       | Rudolf Langhaeuser              | 1. Januar bis 12. April 1945              |
| Generalmajor                 | Ernst König                     | 12. bis 18. April 1945                    |

## Bekannte Divisionsangehörige
- Rudolf Bamler (1896–1972), war von 1952 bis 1953, als Generalmajor der Kasernierten Volkspolizei der DDR, Leiter der Selbstfahrlafetten-Schule in Erfurt
- Hans-Jürgen Graf von Blumenthal (1907–1944), Offizier und Widerstandskämpfer, nach dem Attentat auf Hitler vom 20. Juli 1944 hingerichtet
- Gerhard Donat (* 1920), österreichischer Generalmajor
- Ernst Ebeling (1919–1991), war von 1972 bis 1980 Generalarzt der Luftwaffe
- Werner Freiherr von Fritsch (1880–1939), Offizier, Ehrenoberst des Artillerieregiments 12
- Heinz-Georg Lemm (1919–1994), war von 1974 bis 1979, als Generalleutnant des Heeres der Bundeswehr, Amtschef des Heeresamts
- Gerd Niepold (1913–2007), war von 1968 bis 1972, als Generalleutnant des Heeres der Bundeswehr, Kommandeur des III. Korps.
- Heinz Rafoth (* 6. Januar 1923 in Putzar) ist ein deutscher Oberst a. D. der Bundeswehr. Er ist neben Hugo Broch einer der letzten beiden lebenden Träger des Ritterkreuz des Eisernen Kreuzes.